# 良口呂田戰鬥
良口呂田戰鬥發生於1939年12月25日－28日，地點則是在中國粵北一帶（今从化市良口镇与吕田镇一带）。是抗日戰爭主要戰鬥之一，交戰一方為中華民國國民革命軍，另一方則為日軍。